# مؤسسه جودو کودوکان
مؤسسه جودو کودوکان (公益財団法人講道館) یا کودوکان (講道館)، مرکز انجمن جودو در سراسر جهان است. کودوکان در سال ۱۸۸۲ توسط کانو جیگورو، بنیانگذار جودو، تأسیس شد و هم‌اکنون یک ساختمان هشت طبقه در توکیو است.

## معنای نام
در لغت، kō (講) به معنای "مطالعه"، dō (道) به معنای " راه " و kan (館) "ساختمان عمومی" است. با هم می‌توان آن را به عنوان "مکان طریقت یادگیری" ترجمه کرد.

## عملکرد

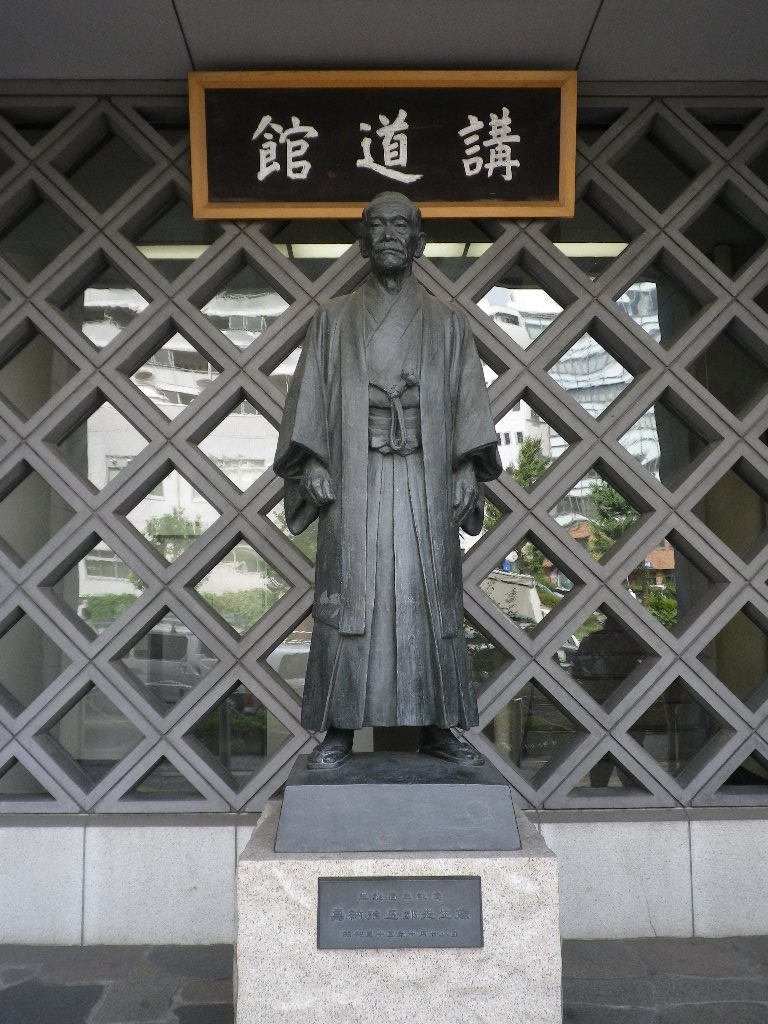
مجسمه کانو جیگورو در مؤسسه

مؤسسه کودوکان کلاس‌هایی را برای کسانی که می‌خواهند در جودو مسلط شوند برگزار می‌کند. این برنامه به عنوان یک مدرسه حرفه ای توسط دولت متروپولیتن توکیو مجاز است. دوره‌های آن شامل تئوری‌ها و تمرین‌های جودو و مسائل آموزش عمومی است. این دوره به دو بخش تقسیم می‌شود: یک دوره عمومی برای تازه‌کارها و دوره‌های ویژه برای کسانی که دوره عمومی یا معادل آن را گذرانده‌اند.
کودوکان رتبه‌ها را نیز صادر می‌کند و بسیاری از جودوکاران در سراسر جهان به عضویت کودوکان در می‌آیند و رتبه‌هایشان در کودوکان ثبت می‌شود.
در ابتدا این مؤسسه تنها با ۹ شاگرد تأسیس شد. رشد جودو در سال‌های اولیه آن با رشد خود کودوکان هم‌زمان بود:
- ۱۲ تشک - مه ۱۸۸۲، در Eishōji، یک معبد بودایی در اوئنو
- ۴۰ تشک - بهار ۱۸۸۷، در خانه شیناگاوا، کوجیماچی
- ۱۰۷ تشک - فوریه ۱۸۹۴، در Koishikawa-chō، Shimotomisaka-chō
- تشک ۳۱۴ - ژانویه ۱۸۹۸، در Ōtsuka Sakashita-chō
- ۹۸۶ تشک - مارس ۱۹۵۸، در 2-chome, Kasuga-chō، بونکیو-کو، توکیو

امروزه، کودوکان دارای ۱۲۰۶ تشک در پنج دوجو اصلی، مدرسه، بین‌المللی، بانوان و پسران - به‌علاوه یک دوجوی ویژه برای جودوکاران بازنشسته و اهداف مطالعه تکنیک‌های خاص است.

## ساختمان

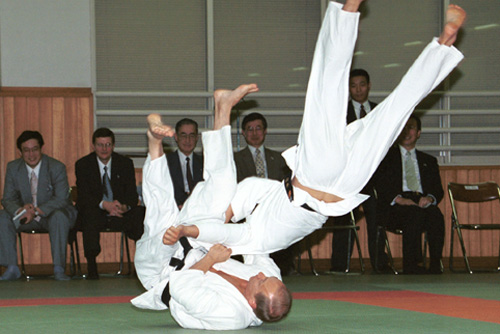
ولادیمیر پوتین در تاتامی در کودوکان، ۵ سپتامبر ۲۰۰۰.

هشت طبقه و یک زیرزمین در دوجوی کودوکان وجود دارد که هر کدام مکانی برای سکونت، آموزش و تحقیق برای جودوکاران دارند. زیرزمین دارای کافه تریا و چند اتاق کنفرانس است. طبقه اول دارای پارکینگ و بانک و فروشگاه می‌باشد. طبقه دوم شامل یک کتابخانه و اتاق‌های کنفرانس بیشتر است. طبقه سوم برای جودوکاران و بازدیدکنندگانی است که در دوجو زندگی می‌کنند. طبقه چهارم شامل اتاق‌های رختکن است. طبقات پنجم، ششم و هفتم همگی برای فضای تمرین استفاده می‌شوند (طبقه هفتم دوجوی اصلی است) و طبقه هشتم برای تماشاچیان است و دارای صندلی‌هایی است که به فضای اصلی طبقه هفتم نگاه می‌کنند.

## طبقه تحقیق
تالار یادبود کانو، تالار تاریخی، سالن نمایشگاه و اتاق انبار مواد در طبقه دوم قرار دارد. این سالن‌ها حاوی پوسترهایی از پیشرفت جودو و همچنین اطلاعاتی در مورد برخی از استادان بزرگ این رشته، اسناد مکتوب، عکس‌ها و سایر اطلاعات در مورد زندگی کانو و افرادی است که در سفرهایش با آن‌ها ملاقات کرده‌است. کتابخانه بزرگی در طبقه دوم وجود دارد و بیش از ۷۰۰۰ جلد کتاب مربوط به جودو را در خود جای داده‌است و قرار است بیش از هم گسترش یابد.
در طبقه دوم چهار آزمایشگاه تحقیقاتی وجود دارد:
- آزمایشگاه اول: مطالعه نظری و تاریخی جودو.
- آزمایشگاه دوم: مطالعه روانشناختی جودو.
- آزمایشگاه سوم: تحلیل فنی جودو. تحقیق در مورد قدرت بدنی جودوکاران.
- آزمایشگاه چهارم: مطالعه فیزیولوژیکی جودو.

کارکنان پژوهش از علوم بنیادی و کاربردی برای همکاری با محققان خارجی استفاده می‌کنند. تحقیقات یک بار در طول سال برای عموم و به صورت رایگان نمایش داده می‌شود.

## زندگی در کودوکان
بازدید و تمرینات جودوکاران در کودوکان در طبقه سوم صورت می‌گیرد. پنج اتاق برای استفاده در اردوهای آموزشی وجود دارد. این اتاق‌ها هر کدام ظرفیت ۲۰ نفر را دارند. سنسی و جودوکاران (زمانی که هیچ اردویی برگزار نمی‌شود) ممکن است در سوئیت‌های یک یا دو نفره زندگی کنند. این سوئیت‌ها دارای حمام و دوش مخصوص به خود هستند.
هزینه‌ها تا تاریخ ۲۰۱۴:
- اتاق برای اردوهای آموزشی: ۱ شب / نفر ۱۸۰۰ ین (۱۵٫۲۱ دلار آمریکا)
- اتاق یک‌نفره: ۱ شب / نفر ۳۵۰۰ ین (۲۹٫۵۸ دلار آمریکا)
- اتاق تک لوکس: ۱ شب / نفر ۵۰۰۰ ین (۴۲٫۲۶ دلار آمریکا)
- اتاق دو نفره دولوکس: ۱ شب / نفر ۹۰۰۰ ین (۷۶٫۰۷ دلار آمریکا)
- تخت اضافی: هر ۱۸۰۰ ین (۱۵٫۲۱ دلار آمریکا)

## بازدید از کودوکان
بازدیدکنندگان می‌توانند برای تماشا یا شرکت در تمرین از کودوکان دیدن کنند. بازدیدکنندگان ممکن است برای تماشای تمرین یا مسابقات به طبقه اصلی دوجو بروند. برای حضور در تمرین جودوکاران مجوز لازم است. بازدیدکنندگان تا یک بار مجاز به شرکت در یک جلسه راندوری با دانشجویان خارجی هستند.

## طبقهٔ اصلی
دوجو اصلی در طبقه هفتم قرار دارد. دوجو با دقت طراحی شده‌است تا بهترین روشنایی و تهویه را داشته باشد. چهار مسابقه رسمی را می‌توان به‌طور همزمان در دوجو اصلی در طبقه هفتم برگزار کرد. ۴۲۰ تشک دارد و تقریباً ۹۰۰ تماشاگر می‌توانند در طبقه هشتم بنشینند. تجهیزات پزشکی برای مواقع اضطراری نیز در آن موجود است.

## لباس
فقط جودوگی‌های سفید رنگ معمولاً در کودوکان مجاز هستند (به استثنای مناسبت‌های خاص و مهمانان خارجی که ممکن است برای آنها تمایز قائل شوند). پوشیدن لباس جودوی آبی یا هر رنگ دیگری بی‌احترامی محسوب می‌شود، زیرا جودوگی سفید سنتی است و اهمیت فرهنگی دارد. زیرپیراهن نیز برای مردان ممنوع است.